# Play (canción de Jüri Pootsmann)
«Play» —en español: «Reproducir»— es una canción compuesta por Fred Krieger, Stig Rästa (representante de Estonia en Eurovisión 2015) y Vallo Kikas, e interpretada en inglés por Jüri Pootsmann. Se publicó como descarga digital el 4 de enero de 2016 a través de Universal Music Group. Fue elegida para representar a Estonia en el Festival de la Canción de Eurovisión de 2016 tras ganar la final estonia, Eesti Laul, en 2016.

## Festival de Eurovisión

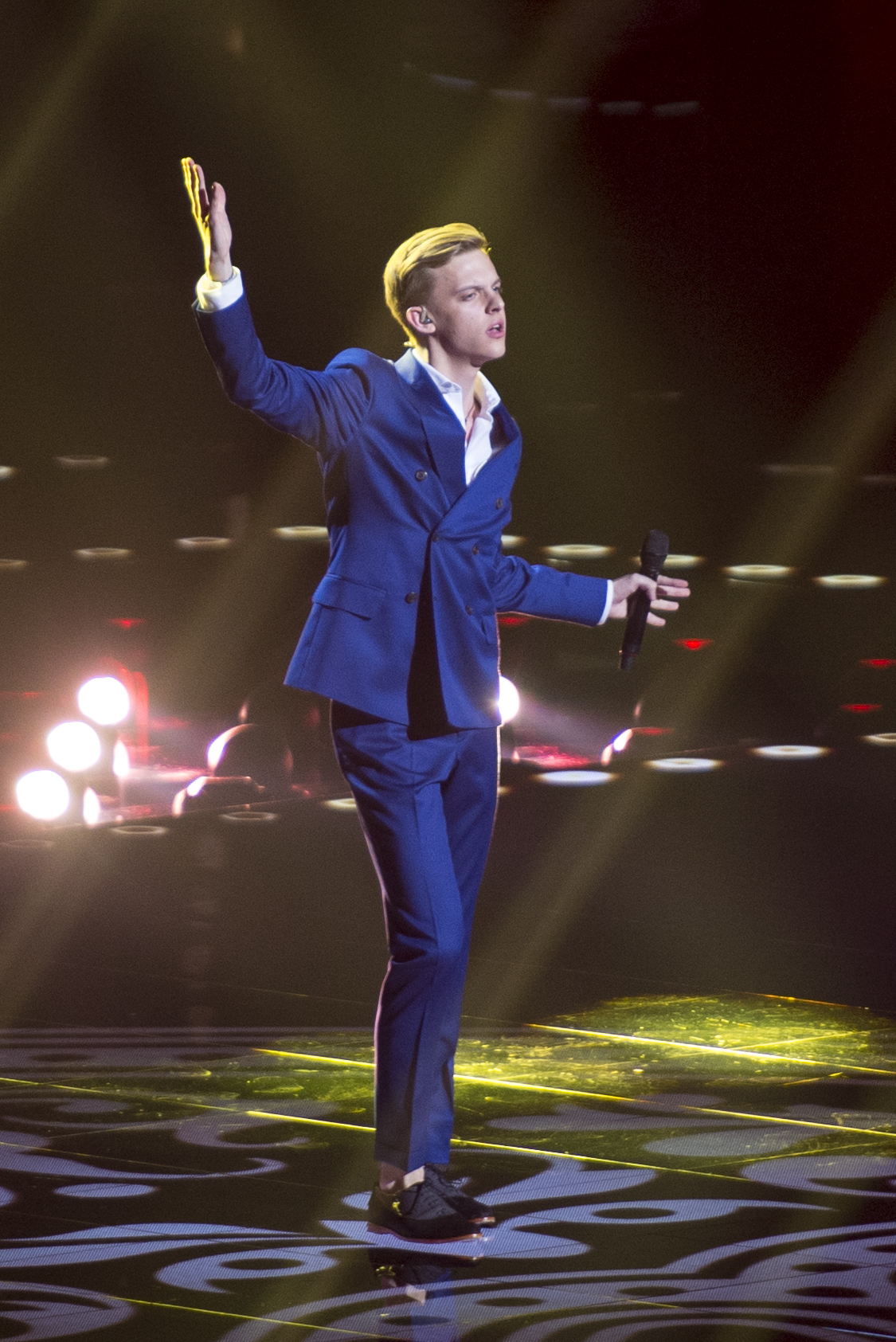
Pootsmann interpretando la canción durante el Festival de la Canción de Eurovisión 2016.

### Eesti Laul 2016
A principios de septiembre de 2015, ERR abrió un plazo de presentación para que los artistas y compositores enviaran sus canciones hasta el 2 de noviembre de 2015. Todos los artistas y compositores tenían que ser ciudadanos estonios o ser residentes permanentes del país, y cada artista y escritor solo podía enviar un máximo de tres canciones. Un récord de 238 canciones se recibieron al final del plazo, superando el récord anterior de 219, establecido en la edición anterior. Un jurado de once miembros seleccionó a 20 semifinalistas de los que se presentaron, y las canciones seleccionadas se anunciaron durante el programa Ringvaade y el programa de idioma ruso Tvoi vecher el 5 de noviembre de 2015. El jurado consistía de Erik Morna (jefa de música de Raadio 2), Toomas Puna (director del programa Raadio Sky+), Owe Petersell (editor jefe de Raadio Elmar), Siim Nestor (crítico de música), Valner Valme (crítico de música), Anne Veski (cantante), Ingrid Kohtla (editor de música), Olavi Paide (productor), Eeva Talsi (músico), Eisi Mäeots (DJ) y Kira Evve (editora de Raadio 4).
Entre los artistas competidores se encontraban los anteriores representantes de Eurovisión Laura (2005; como parte del grupo Suntribe)  y Mick Pedaja (2010; como miembro de ManPower 4).
Así, la canción fue elegida como participante en la final y fue interpretada en la segunda semifinal, celebrada el 20 de febrero de 2016, quedando en primer puesto. Más tarde, el 5 de marzo, la canción fue interpretada en la final, y se declaró ganadora con 24 puntos, siendo así elegida para representar a su país en el Festival de la Canción de Eurovisión de 2016.

### Festival de la Canción de Eurovisión 2016
Esta canción fue la representación estonia en el Festival de la Canción de Eurovisión 2016.
El 25 de diciembre de 2016, se organizó un sorteo de asignación en el que se colocaba a cada país en una de las dos semifinales, además de decidir en qué mitad del certamen actuarían.
Así, la canción fue interpretada en 13.er lugar durante la segunda semifinal, celebrada el 12 de mayo de ese año, precedida por Austria con Zoë Straub interpretando «Loin d'ici» y seguida por Azerbaiyán con Samra Rahimli interpretando «Miracle». Durante la emisión del certamen, la canción no fue anunciada entre los diez temas elegidos para pasar a la final y por lo tanto no se clasificó para competir en ésta. Más tarde se reveló que Estonia había quedado en 18º puesto (último) de los 18 países participantes de la semifinal con 24 puntos.